# Марк Нумий Сенецио Албин (консул 206 г.)
Вижте пояснителната страница за други личности с името Марк Нумий Сенецио Албин.
Марк Нумий Умбрий Прим Сенецио Албин (на латински: Marcus Nummius Umbrius Primus Senecio Albinus) е политик и сенатор на Римската империя през края на 2 век и началото на 3 век.

## Биография
Албин произлиза от Беневенто в Южна Италия, където е осиновен от фамилията Умбрии Прими от Compsa (днес Конца дела Кампания). В този град той е ценен като civis et patronus. Родният му баща, Нумий Албин, е вероятно половин брат на Дидий Юлиан и е осъден на смърт от Септимий Север.
След 199 г. Албин е квестор като кандидат на иимператор Септимий Север и Каракала. След това е легат в провинция Азия. Около 202 г. той служи като легат при вероятно осиновилият го Марк Умбрий Прим (проконсул на Африка ок. 202 г.). През 204 г. императорът го прави претор.
През 206 г. Албин става консул заедно с Луций Фулвий Гавий Нумизий Петроний Емилиан. Между 209 и 212 г. той е легат на провинция Близка Испания и между 212 и 217 г. легат на провинция Далмация. През 222 г. той е вероятно проконсул на Азия. Албин е от 191 г. салии (Salius Palatinus) и от 199 г. понтифекс.
Неговият син Марк Нумий Сенецио Албин става консул през 227 г.